# KELLY’S All-Star-Game
Das KELLY’S All-Star-Game war eine am NHL All-Star Game orientierte Show-Veranstaltung im Rahmen der Österreichischen Eishockey-Liga, bei der eine Auswahl aus den besten österreichischen Spielern der Liga gegen eine Auswahl der besten Legionäre antrat. Die Kaderzusammenstellung inklusive der Trainer wurde mittels Internet-Voting durch die Fans entschieden. Zum Programm gehörte auch eine Skills Competition, bei der beispielsweise der Spieler mit dem härtesten Schlagschuss ermittelt wurde. Das Spiel wurde erstmals in der Saison 2005/06 ausgetragen und fand bis 2008 jeweils Ende Jänner oder Anfang Februar statt. Anschließend wurde das All-Star-Game eingestellt.

## Austragung 2006
Im ersten All-Star-Game am 11. Februar 2006 trat die österreichische Eishockeynationalmannschaft unter dem neuen Trainer Jim Boni gegen eine Legionärsauswahl an. Das Spiel wurde in der Albert-Schultz-Halle in Wien ausgetragen.
| Team Austria | 8:6                                                                       | KELLY’S All-Stars |
| --- | ------------------------------------------------------------------------- | --- |
| 1:0 G. Unterluggauer (9.) 2:1 M. Latusa (15.) 3:1 T. Koch (17.) 4:4 D. Welser (33.) 5:4 M. Trattnig (34.) 6:4 M. Szücs (34.) 7:4 D. Kalt (37.) 8:6 P. Lakos (60./EN) | (3:1, 4:3, 1:2) 11. Februar 2006 Wien, Albert-Schultz-Halle 3.000 Zuseher | 1:1 F. Banham (14.) 3:2 B. Storey (23.) 3:3 M. Brown (28.) 3:4 F. Banham (31.) 7:5 D. Bousquet (51.) 7:6 D. Bousquet (57.) |
| Oliver Setzinger | Spieler des Abends                                                        | Frank Banham |

## Austragung 2007
Im Jahr 2007 fand das All-Star-Game am 3. Februar 2007 statt. Die All-Stars wurden von den Fans direkt per Internet-Voting bestimmt. Während die International All-Stars sich mit einem 18:10-Sieg für die Niederlage im Vorjahr revanchieren konnten, gewannen die Austrian All-Stars die Skills Competition ebenfalls mit 18:10. Schnellster Eisläufer wurde Stefan Herzog, den schärfsten Schuss gab Pierre Dagenais (156 km/h) ab. Die meisten Penalties konnte Jürgen Penker halten.
| Austrian All-Stars | 10:18                                                                                           | International All-Stars |
| --- | ----------------------------------------------------------------------------------------------- | --- |
| 2:1 K. Salfi (6.) 4:2 G. Unterluggauer (13.) 6:3 M. Trattnig (20.) 6:4 R. Lukas (21.) 10:5 S. Klimbacher (35.) 10:6 S. Herzog (36.) 10:7 J. Rebek (37.) 12:8 O. Setzinger (41.) 13:9 M. Trattnig (46.) 16:10 K. Salfi (55.) | (3:6, 4:6, 3:6) 3. Februar 2007 Wien, Albert-Schultz-Halle 3.500 Zuseher SR: Gerhard Schiffauer | 1:0 A. Fox (1.) 2:0 A. Iob (5.) 3:1 T. Razingar (8.) 4:1 D. Rodman (10.) 5:2 J.-P. Pare (13.) 6:2 R. Guillet (17.) 7:4 T. Elik (26.) 8:4 V. Ignatjevs (27.) 9:4 M. Brown (30.) 10:4 A. Iob (31.) 11:7 M. Rodman (38.) 12:7 S. Brulé (38.) 13:8 V. Ignatjevs (42.) 14:9 M. Rodman (47.) 15:9 P. Dagenais (53.) 16:9 A. Fox (54.) 17:10 M. Brown (57.) 18:10 P. Dagenais (58.) |
| | Skills Competition                                                                              | |
| Austrian All-Stars | 18:10                                                                                           | International All-Stars |
| 6 Punkte | Zielschießen                                                                                    | 3 Punkte |
| 4 Punkte | Speed-Skating                                                                                   | 3 Punkte |
| 2 Punkte | Schärfster Schuss                                                                               | 4 Punkte |
| 6 Punkte | Penalty Shot                                                                                    | 0 Punkte |

## Austragung 2008
Im Jahr 2008 fand das All-Star-Game am 26. Jänner statt, die Mannschaften und Trainer wurden wie im Jahr zuvor von den Fans in einer Internet-Abstimmung gewählt. Das Spiel wurde im 4-Schiedsrichter-System ausgetragen. Zum besten Stürmer wurde Marcel Rodman, zum besten Verteidiger Darcy Werenka (beide Vienna Capitals) gewählt, bester Torhüter wurde Jürgen Penker (Black Wings Linz), der gleichzeitig auch zum besten Spieler des Tages gewählt wurde.
| Austrian All-Stars | 12:15 | International All-Stars |
| --- | --- | --- |
| 1:1 T. Pfeffer (7.) 2:1 M. Hohenberger (8.) 3:1 M. Latusa (10.) 4:2 S. Klimbacher (14.) 5:2 D. Schuller (18.) 6:11 G. Baumgartner (36.) 7:11 M. Hohenberger (37.) 8:12 S. Pittl (47.) 9:12 M. Tropper (48.) 10:12 T. Raffl (51.) 11:12 G. Baumgartner (52.) 12:13 T. Raffl (55.) | (5:4, 2:8, 3:5) 26. Jänner 2008 Wien, Albert-Schultz-Halle 2.500 Zuseher SR: R. Altersberger, C. Jelinek (Heads) bzw. A. Hütter, U. Erd (Linienrichter) Torschüsse: 37 bzw. 52 Strafminuten: 0 bzw. 2 | 0:1 M. Rodman (1.) 3:2 A. Fox (10.) 5:3 J.-P.Pare (19.) 5:4 R. Intranuovo (19.) 5:5 A. Fox (21.) 5:6 M. Craig (28.) 5:7 M. Rodman (30.) 5:8 M. Craig (33.) 5:9 K. Palkovics (34.) 5:10 M. Rodman (34.) 5:11 I. Jan (35.) 7:12 I. Jan (38.) 11:13 G. Day (55.) 12:14 D. Rodman (59.) 12:15 A. Kranjc (60.) |
| | Skills Competition | |
| Austrian All-Stars | 6:10 | International All-Stars |
| 1 | Speed-Skating | 3 |
| 2 | Curling | 3 |
| G. Unterluggauer (156 km/h) | Schärfster Schuss | K. Mitchell (159 km/h) |
| 1 | Penalty Shot | 2 |

## Weitere Austragungen
In der Saison 2008/09 fand das All-Star-Game, das ursprünglich für den 31. März geplant war, nicht statt. Dafür wählten die Eishockey-Journalisten des Landes ihre All-Stars in den Kategorien „National“ (Österreich, Slowenien, Ungarn) und „International“ (Legionäre). Angedacht war aber auch eine Wahl der All-Star-Teams „Ost“ bzw. „West“. Die Fans sollten aufgerufen werden, aus diesen All-Star-Teams den wertvollsten Spieler der Saison zu küren. Letztlich wurde Thomas Koch als MVP ausgezeichnet.
In der Saison 2009/10 war das All-Star-Game wieder geplant, es sollten die besten Spieler des Ostens (Laibach, Graz, Linz, Wien, Székesfehérvár) gegen jene des Westens (Innsbruck, Salzburg, Villach, Klagenfurt, Jesenice) antreten. Es kam jedoch nicht zur Austragung.